# 토르 (마블 코믹스)
토르 오딘슨(Thor Odinson)은 마블 코믹스의 슈퍼히어로이다. 잭 커비와 스탠 리, 래리 리버에 의해 창작되었으며 1962년 8월 미스터리로의 여행 제83화에 첫 등장하였다. 북유럽 신화에서 동명의 신 토르를 기반으로 하고 있다. 토르는 천둥의 신이며 묠니르라는 망치를 무기로 사용한다. 곧 아스가르드의 왕이 될 토르는 아스가르드를 공격한 요툰헤임에게 분노하게 되고, 전쟁을 일으킨다. 다행히 아버지 오딘이 토르를 막아 전쟁을 중단하게 되고, 토르는 지구로 추방 당하게 된다. 토르 이름 뒤에 붙은 오딘슨은 오딘의 아들(Odin' son)이라는 뜻이다.

## 담당 배우

### 영화
- 마블 시네마틱 유니버스 - 크리스 헴스워스

## 같이 보기
- 로키
- 오딘
- 헬라
- 헤임달
- 시프
- 판드랄
- 호건
- 볼스타그
- 제인 포스터
- 워리어스 스리